# Зыково (Мордовия)
Зы́ково — село (с 1969 по 2003 года — рабочий посёлок) в Мордовии в составе России.
Входит в городской округ Саранск. Административно является центром Зыковского сельсовета, подчинённого администрации Октябрьского района Саранска.

## География
Расположено на реке Инсар, в 15 км от районного центра и 2 км от рзд. 626 км.

## Название
Название-антропоним: владельцами этого населённого пункта были Зыковы, служилые люди на Атемарской засечной черте. Были Зыков и Зыкова помещики.

## Население
| 1930 | 1970  | 1979  | 1989  | 2001  | 2002  | 2010 |
| ---- | ----- | ----- | ----- | ----- | ----- | ---- |
| 1151 | ↘1007 | ↗1019 | ↗1174 | ↗1200 | ↘1084 | ↘981 |

## История
Зыково упоминается со 2-й половины XVII века.
В «Списке населённых мест Пензенской губернии» (1869) Зыково (Никольское) — село владельческое из 67 дворов Саранского уезда.
| Пензенская губернія. — IX. Уездъ Саранский. — Станъ 2. | Пензенская губернія. — IX. Уездъ Саранский. — Станъ 2. | Пензенская губернія. — IX. Уездъ Саранский. — Станъ 2. | Пензенская губернія. — IX. Уездъ Саранский. — Станъ 2. | Пензенская губернія. — IX. Уездъ Саранский. — Станъ 2. | Пензенская губернія. — IX. Уездъ Саранский. — Станъ 2. | Пензенская губернія. — IX. Уездъ Саранский. — Станъ 2. | Пензенская губернія. — IX. Уездъ Саранский. — Станъ 2. | Пензенская губернія. — IX. Уездъ Саранский. — Станъ 2.                                                                                    |
| №                                                      | Название населенных мест                               | Положение                                              | Расстояние в верстах                                   | Расстояние в верстах                                   | Число дворов                                           | Число жителей                                          | Число жителей                                          | Церкви и молитвенные здания; учебные и благотворительные заведения; почтовые станции; ярмарки, базары, пристани; фабрики в заводы и т. п. |
| №                                                      | Название населенных мест                               | Положение                                              | От уездн. города                                       | От станов. кварт.                                      | Число дворов                                           | м.п.                                                   | ж.п.                                                   | Церкви и молитвенные здания; учебные и благотворительные заведения; почтовые станции; ярмарки, базары, пристани; фабрики в заводы и т. п. |
| ------------------------------------------------------ | ------------------------------------------------------ | ------------------------------------------------------ | ------------------------------------------------------ | ------------------------------------------------------ | ------------------------------------------------------ | ------------------------------------------------------ | ------------------------------------------------------ | --- |
| 1538                                                   | Зыково (Никольское), с. вл.                            | при р. Инсаре и рч. Акшенасе                           | 14                                                     | 23                                                     | 67                                                     | 283                                                    | 351                                                    | Церквей православных 2. Сельское училище. Волостное правление. Завод свеклосахарный. Маслобоен 13. Мельница                               |
| 1539                                                   | Архангельское (Голицыно), с. вл.                       | при руч. Ускляе                                        | 17 ½                                                   | 25                                                     | 377                                                    | 1190                                                   | 1367                                                   | Церковь православная 1. Базар. Бумажная фабрика. Маслобоен 8.                                                                             |

В 1913 в селе было 187 дворов; в 1930 году — 225 дворов и 1151 жителей.
С 1969 по 2003 года Зыково имело статус посёлка городского типа (рабочего посёлка).

## Инфраструктура
- Производственный участок «Зыково» ГУП ОПХ «Ялга»;
- Медпункт «ФАП Зыково»;
- Почтовое отделение № 430901;
- отделение связи;
- 2 магазина.

## Образование и культура
- Муниципальное общеобразовательное учреждение «Зыковская средняя общеобразовательная школа»;
- Библиотека № 14 Муниципального бюджетного учреждения культуры «Централизованная библиотечная система городского округа Саранск»;
- Дом культуры села Зыково;
- Учреждение дошкольного образования МДОУ «Детский сад № 115».

## Русская православная церковь
- Церковь Иконы Божией Матери Казанская (Казанская церковь) — кирпичная церковь, построенная в 1842—1868 гг.[7]
- Церковь Митрофана, епископа Воронежского (Митрофановская церковь) — деревянная однопрестольная кладбищенская церковь, построенная в 1860 на средства А. Д. Желтухина. В советские годы разрушена[8].

## Люди, связанные с селом
Родина одного из первых составителей библиографии о мордве Н. Н. Несмелова, духовного писателя С. А. Артоболевского, инженера-светотехника Л. В. Абрамовой, инженера-конструктора А. А. Прыткова, партийного и общественного деятеля Е. А. Костерина.

## Источник
- Энциклопедия Мордовия, Е. Е. Учайкина.